# Список умерших в 824 году

## Февраль
- 11 февраля — Пасхалий I, Папа Римский (817—824).
- 25 февраля — Му-цзун, 15-й император династии Тан (820—824).

## Март
- 25 марта — Суппо I, граф Брешиа, Пармы, Пьяченцы, Модены и Бергамо в 817, императорский посланец в Италии с ок. 817, герцог Сполето (822—824), родоначальник династии Суппонидов.

## Апрель
- 3 апреля — Никита Мидикийский, христианский святой, преподобный, прославленный в лике исповедников; игумен (настоятель) Мидикийского монастыря (813—824).

## Август
- 5 августа — Император Хэйдзэй, 51-й император Японии (806—809).
- Адалард, пфальцграф в 823 году, герцог Сполето с марта 824 года, императорский посланец в Италии в 823 году.
- Мауринг, граф Брешиа с 822, герцог Сполето с августа 824, императорский посланец в Италии в 823.

## Дата смерти неизвестна или требует уточнения
- Абу Убайда, арабский грамматист и языковед.
- Манир, епископ шотландский, святой.
- Хань Юй, китайский философ, историк, писатель, поэт, каллиграф.
- Чин-дэ-хан, каган Уйгурского каганата (821—824).
- Энгус Клоненахский, игумен Клоненахский, епископ, преподобный, святой Римско-католической церкви.